# ونسني (مسلسل)
ونسني مسلسل مصري، من بطولة أحمد سلطان، محمود الليثي، حازم إيهاب، سارة درزاوي، بسنت شوقي، هنا غنيم، ومن إخراج رامي رزق الله.

## قصة المسلسل
يقوم عدد من الشباب بعمل مشروع لهم، وهو عبارة عن تطبيق اسمه ونسني، وهدفه مساعدة من يشعر بالوحدة، وفي كل حلقة تكون هناك مهمة يخرج فيها أحد أفراد الشركة أو أكثر، وتكون مهمته أن يونس العميل ويحصل على تقييم عالي.

## بطولة
| - أحمد سلطان: مازن - عتريس - محمود الليثي: هيمن - حازم إيهاب: أيمن - سارة درزاوي: سارة - بسنت شوقي: فرح - هنا غنيم: تارا | - عبير منير: جيجي والدة تارا - أسامة عبدالله: المنشاوي أحمد - سامي مغاوري: علي بيه - حنان سليمان: مسعدة أحمد - ماجد المصري: القناص - ضيف شرف - محمد عز: وحيد يسري - محمود عامر: رؤوف - محمود عبدالمغني: ضابط الآثار - صلاح عبدالله: عرقوب - محمد النجار - منا عادل: شخصية فوفا - خالد بكير: أدولف هاينز - جابر فراج: طارق - بسمة نبيل - رانيا زهرة - سوسن بدر: فتحية - إسلام إبراهيم: المقدم مقدم صادق - محسن منصور: هشام - إنجي وجدان: سالي/ ضيفة شرف | - زكي لوجو - سمير حكيم - عهدي صادق: عزيز - ليلى عز العرب: سونيا الروبي - إيمان سالم: زوجة بسطاوى - أحمد التهامي: مساعد طبيبة الأعضاء - محمود حسين: المعلم شكل | - إيهاب فهمي: الممثل المشهور - سامر المنياوي - جمال فرج: عماد - زوج والدة تارا - أحمد صبري غباشي: شكري - تامر فرج: مباشر - طارق سليمان - حمدي عباس - ندى موسى: سهى - إسلام رزة: شخصية المخرج - عبد الحميد سند - محمد الأطوني: ضابط الشرط(ضيف شرف) - محمد جمعة: المسجون - دينا عبد العظيم - عيد أبو الحمد - ميريت عمر الحريري: أم هيمن وأيمن |